# Twisted (série de televisão)
Twisted (estilizado como twiƨted) é uma série de televisão americana criada por Adam Milch. Foi transmitida pela ABC Family, que estreou em 19 de março de 2013 com o episódio piloto e entrou em exibição regular no período de 11 de junho de 2013. Em 30 de julho, foram adicionados mais 10 episódios à primeira temporada, que já tinha 11, completando assim uma temporada completa. Inicialmente os episódios finais estreariam a partir de 7 de janeiro de 2014, mas depois o retorno foi adiado para 11 de Fevereiro de 2014.
Em 13 de agosto de 2014, o canal ABC Family anunciou que a série foi cancelada após uma temporada.

## Exibição no Brasil
O canal Sony Entertainment Television de televisão por assinatura adquiriu os direitos de exibição da série em toda América Latina. Com episódios inéditos no Brasil todas as sextas a partir das 22h (Vinte e duas Horas). 
Passou a ser exibida nas madrugadas da Rede Globo entre os dias 12 e 27 de fevereiro de 2020 recebendo o título de Twisted - A Hora da Verdade, substituindo 24 Horas: O Legado e sendo substituída pela sexta temporada de Castle. A trama tinha sido adquirida em 2015 e teria estreia nesse ano, porém não chegou a ir ao ar.

## Sinopse
A série centra-se em um garoto de dezesseis anos de idade, Danny Desai, que retorna à sua cidade natal depois de matar sua tia há cinco anos, quando ele tinha 11 anos. Ao tentar reacender velhas amizades e se encaixar com seus pares de julgamento, Danny torna-se o principal suspeito do assassinato de uma colega de classe. Percebendo que a cidade não se preocupa com a verdade, Danny torna-se determinado a limpar seu nome. Entretanto, ele também deve manter um outro segredo guardado - a verdadeira razão pela qual ele matou sua tia.

## Elenco

### Elenco principal
- Avan Jogia como Danny Desai
- Madelaine Hasson como Jo Masterson
- Kylie Bunbury como Lacey Porter
- Ashton Moio como Rico
- Kimberly Quinn como Tess Masterson
- Denise Richards como Karen Desai
- Sam Robards como Kyle Masterson

### Elenco recorrente
- Kathy Najimy como Mrs. Fisk
- Rob Chen como Mark Tang
- Grey Damon como Archie
- Brittany Curran como Phoebe
- Keiko Agena como April Tanaka
- Jamila Velasquez como Sarita
- Todd Julian como Scott
- Daya Vaidya como Sandy
- Jessica Tuck como Gloria Crane
- Robin Givens como Judy
- Christopher Cousins es Mayor Rollins
- Aaron Hill como Eddie
- Chris Zylka  como Tyler
- Jack Falahee como Charlie McBride

## Temporadas
| Temporada | Temporada | Episódios | Originalmente exibido                                                | Originalmente exibido                                               | Data de lançamento em DVD | Data de lançamento em DVD | Data de lançamento em DVD |
| Temporada | Temporada | Episódios | Primeira parte da temporada                                          | Segunda parte da temporada                                          | Região 1                  | Região 2                  | Região 4                  |
| --------- | --------- | --------- | -------------------------------------------------------------------- | ------------------------------------------------------------------- | ------------------------- | ------------------------- | ------------------------- |
|           | 1         | 19        | 19 de Março de 2013 (pré-estreia) 11 de Junho - 27 de Agosto de 2013 | Janeiro de 2014 (pré-estreia) 11 de Fevereiro - 22 de Abril de 2014 | TBA                       | TBA                       | TBA                       |

## Recepção da crítica
Em sua 1ª temporada, Twisted teve recepção geralmente favorável por parte da crítica especializada. Com base de 7 avaliações profissionais, alcançou uma pontuação de 66% no Metacritic. Por votos dos usuários do site, atinge uma nota de 7.4, usada para avaliar a recepção do público.